# セイラム魔女裁判
セイラム魔女裁判（セイラムまじょさいばん、英語: Salem witch trials）とは、現在のアメリカ合衆国ニューイングランド地方のマサチューセッツ州セイラム村（現在のダンバース）で1692年3月1日に始まった一連の裁判である。200名近い村人が魔女として告発され、19名が刑死、1名が拷問中に圧死、2人の乳児を含む5名が獄死した。近世キリスト教世界の広い範囲に及んだ魔女裁判（魔女狩り）という現象の植民地アメリカにおける例であり、犠牲者数はヨーロッパの事例と比べれば際立ったものではないものの、現代では近世の魔女裁判の中で最も有名な事件であると考えられている。
この事件は、植民地時代アメリカにおける集団パニックの最も深刻な事例の一つである。孤立主義、宗教過激主義、虚偽の告発、正当なプロセスの遂行が孕む危険性について、鮮明な警鐘を呼び掛ける題材として、政治的文脈や大衆文学に用いられている。多くの歴史家は、セイラム魔女裁判はその後の米国の裁判制度に対して非常に強い影響力を及ぼしたと考えている。歴史家のジョージ・リンカーン・バーは、「セイラムの魔法は、神権政治を崩壊させた」と評しており、無実とされる人々が次々と告発されて裁判にかけられたその経緯は、集団心理の暴走の例としても引用されることが多い。
「セイラム」の名を冠するとおり、事件の舞台となったのはセイラム町（現在のセイラム市）近郊のセイラム村（現在のダンバース）であるが、予備審問はセイラム村、セイラム町の他にイプスウィッチ、アンドーバーといった複数の町で行われた。1692年5月27日にセイラム町に開設されたオイヤー・アンド・ターミナー裁判所が、10月29日に解散されるまでに行った裁判が最も悪名高い。

## 背景

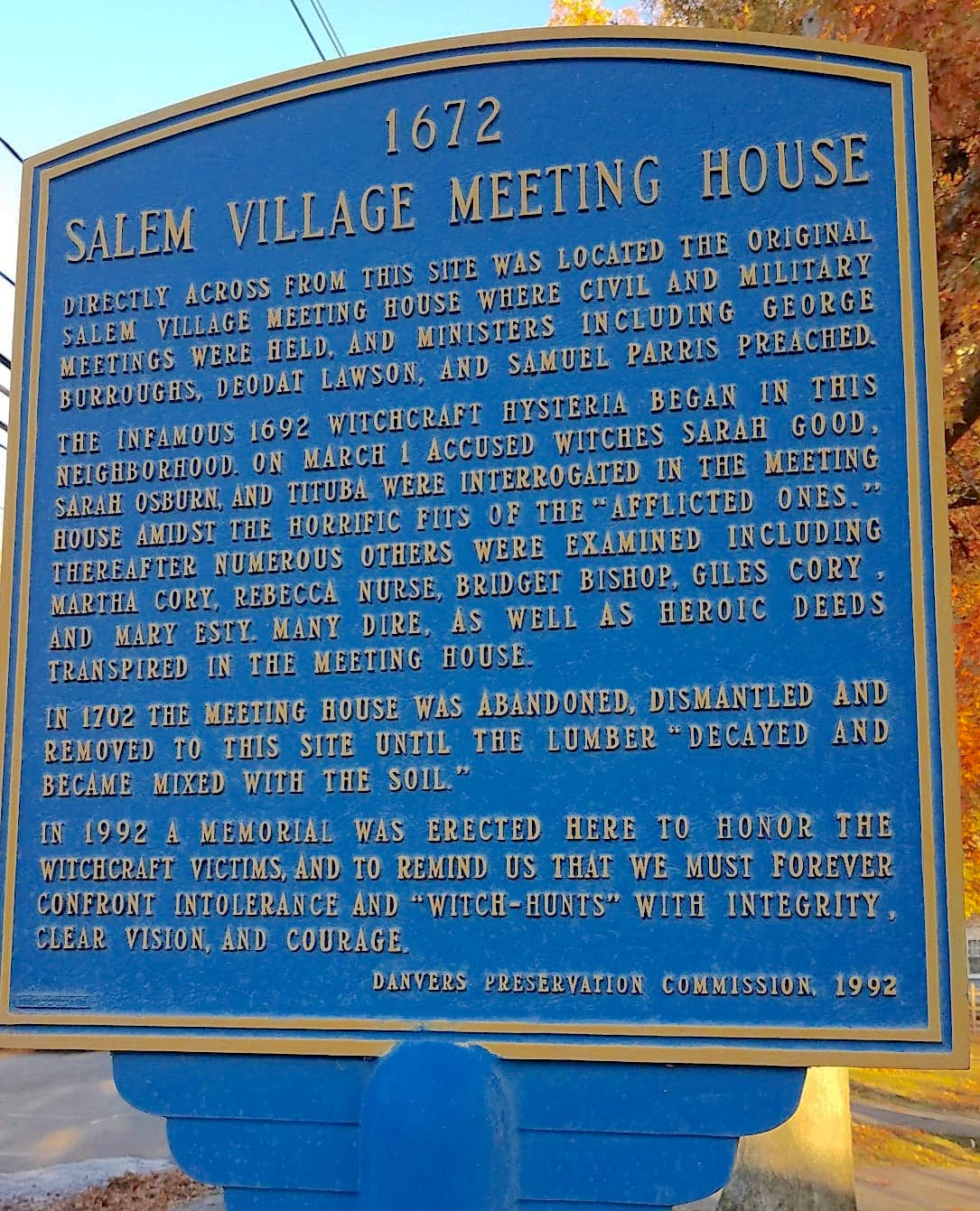
ダンバースにあるセイラム魔女裁判の銘板

セイラムは、イギリスの牧師ジョン・ホワイトが発起した植民地会社ドーチェスター・カンパニー・オブ・アドベンチャラーズが開発した街であった。
街として属していたマサチューセッツ湾植民地が解体されたのちは、イギリス国王ジェームズ2世の直轄植民地であるニューイングランド王領に属したが、植民地旧勢力がボストン暴動を起こした影響で、1692年にマサチューセッツ湾直轄植民地が発足した。
魔女裁判は17世紀半ばまでにヨーロッパの多くの地域で衰退し始めていたが、ヨーロッパの周縁とアメリカ植民地で続いていた。この事件より前に、17世紀にマサチューセッツ地域とコネチカット地域で12人の女性が処刑されていた。
セイラムの1692-1693年の出来事は、新世界で一種の爆発的なヒステリーとなったが、ヨーロッパのほとんどの地域では魔女裁判は既に衰退していた。

## 経過

### 発端
セイラム村の牧師サミュエル・パリスの娘ベティと従姉妹アビゲイル・ウィリアムズは、友人らとともに親に隠れて降霊会に参加していた。その術中、アビゲイルが突然暴れだすなど奇妙な行動をとるようになり、2人は医師によって悪魔憑きと診断された。サミュエルは南アメリカ先住民の使用人ティテュバを疑い、彼女を拷問してブードゥーの妖術を使ったことを「自白」させた。ティテュバの自白以降、降霊会の参加者である更に多くの少女たちが、次々と異常な行動をおこすようになり、近隣のジョン・ヘイル牧師を招聘して悪魔払いが行われたが、失敗した。その少女らは、12歳の娘アン・パットナム、17歳のマーシー・ルイス、アンの親友で17歳のメアリー・ウォルコット、メアリー・ウォーレン、スザンナ・シェルドンらだった。中でも、アンはセイラムで最も実力がある一家の娘であり、アンの両親が娘の主張を支持したことが、追及の大きな弾みとなった。サミュエルが娘たちを詰問したところ、娘たちは村内での立場の弱かったティテュバ、サラ・グッド、サラ・オズボーン3名の名前を上げた。
この告発は、ウィリアム・グリッグスの協力を得た、10代の少女たち、特にエリザベス・ハバードによって始められた。

### 裁判の始まり
1692年2月29日、ティテュバ、サラ・グッド、サラ・オズボーンの3名に対して逮捕状が出される。3月1日、セイラム村には判事がいなかったため、近隣のセイラム市から判事を招き、3人を収監するための予備審査が開かれた。サラ・グッド、サラ・オズボーンは容疑を否認したが、証人として列席していた悪魔憑きの娘たちが暴れだして、二人が霊を使役していると証言したため、共に有罪とされた。
ティテュバは、「自白すれば減刑される」というピューリタンの法解釈から悪魔との契約を認め、求められるままに証言を行った。ティテュバが他の関係者の存在を示唆したことから、再度娘たちが詰問され、マーサ・コーリー、レベッカ・ナース、ジョン・プロクター夫妻らが次々と告発された。こうして最終的に100名を超える村人が告発され、収監施設がパンク状態に陥った。

### 特別法廷の設置
5月27日、マサチューセッツ総督ウィリアム・フィップスはオイヤー・アンド・ターミナー裁判所（巡回裁判所、特別法廷と翻訳・解説されることもある）を設置、ウィリアム・ストートンが主席判事となった。6月2日より審理が行われ、有罪を宣告された被告は6月10日から順次絞首刑に処せられた。
しかし秋頃には娘たちの証言に疑問を呈する者が出始めた。10月にボストンの聖職者から総督に上告が出され、事態を知った総督は、10月29日にオイヤー・アンド・ターミナー裁判所を散会させ、更なる逮捕を禁じた。

### 収束
引き続き拘束された人々については高等裁判所で審理が行われ、多くは無罪判決を受けた。1693年5月、収監者に対し大赦を宣言して事態は収束した。
裁判にも関与したジョン・ヘイル牧師は、死後に発表された手記の中で「我々は暗雲の中に道を見失った」と記している。

## 特徴
セイラム魔女裁判で処刑された人物は、全員が魔女であることを否定していた者たちであり、魔女であることを自供した者は一人も絞首刑になっていない。
歴史上、無実の人物を恣意的に魔女に仕立て上げた若者は多いが、その内のほとんどは痙攣や発作などの実際の病気を患っていたと考えられている。しかし、セイラムの告発者の少女らは3月28日にインガソル夫人に対し「みんなで楽しく過ごしたいから遊びでやっている」ことを仄めかしていた。
この事件では、一人の被告人の裁判に莫大な時間を要したため、150人近い逮捕者の内、裁判が実現したのは31人だけだった。また、全ての被告人は、最終的に無罪となった者も含めて、獄中での生活費に加え、死刑執行人の手当てに至るまで全ての費用の支払い義務が課せられた。出獄の際にも料金が課せられたため、全員の釈放が決定した後でも、多くの人が獄中に残された。サラ・ダスティンは1693年1月に法的に無罪となったが、出獄料を払えず、獄中で死亡した。獄死したアン・フォスターの遺体の引き渡しには2ポンド16シリングが請求され、彼女の息子はそれを支払ってようやく彼女を埋葬することができた。

## 原因
この事件の原因としては、児童虐待やピューリタン社会独特の抑圧による集団ヒステリー説、麦角中毒症による集団幻覚説などが唱えられている。
また、最初に魔女による被害を訴えたアン・パットナムの家は、被告となったサラ・オズボーンやレベッカ・ナースと事件以前から金銭や土地をめぐって係争中であり、裁判中も被告となった人の資産が保安官の手によって勝手に処分されるなど、財産の収奪が背景にあるとする説もある。

## 事件に関連する17世紀の建物の19世紀と20世紀における写真
セイラム魔女裁判の関係者に属する家屋のいくつかは記録されているが、現在ではこれらの建物の多くは失われている。このギャラリーには、19世紀から20世紀初頭にかけて撮影された写真が含まれる。

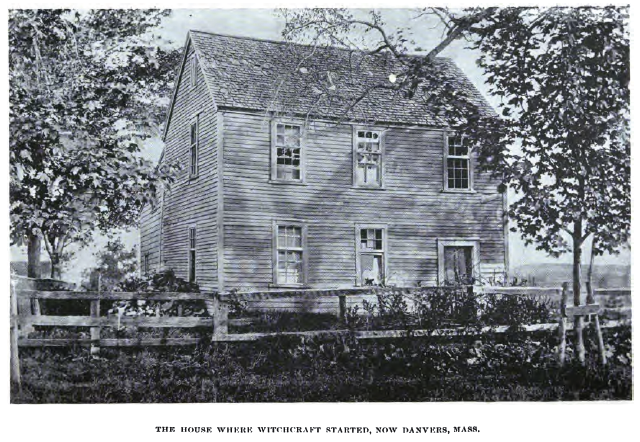
「ウィッチクラフトが始まった家、現在のダンバース」1892年。
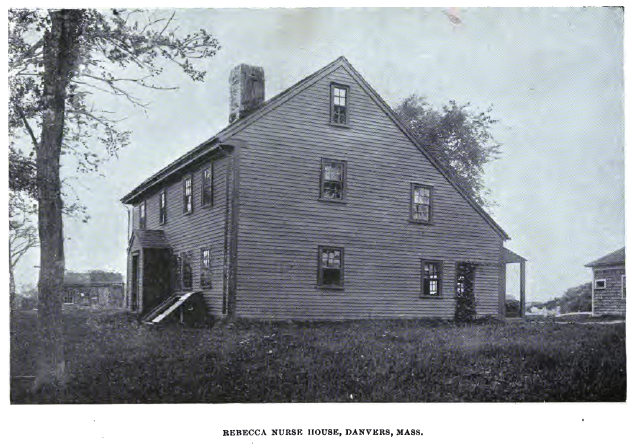
「レベッカ・ナースの家、ダンバース」1892年。
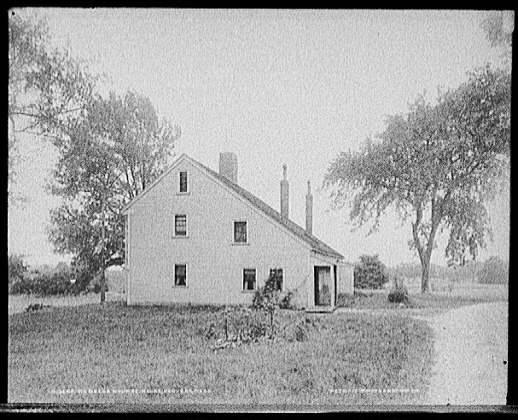
「レベッカ・ナースの家」1900年–1906年頃。
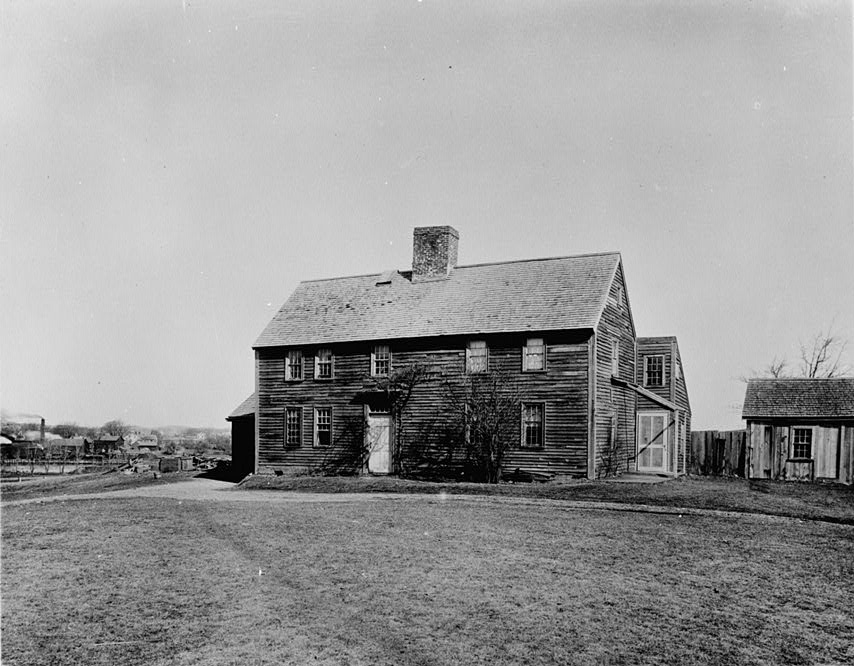
ジョージ・ジェイコブス・シニアの家。
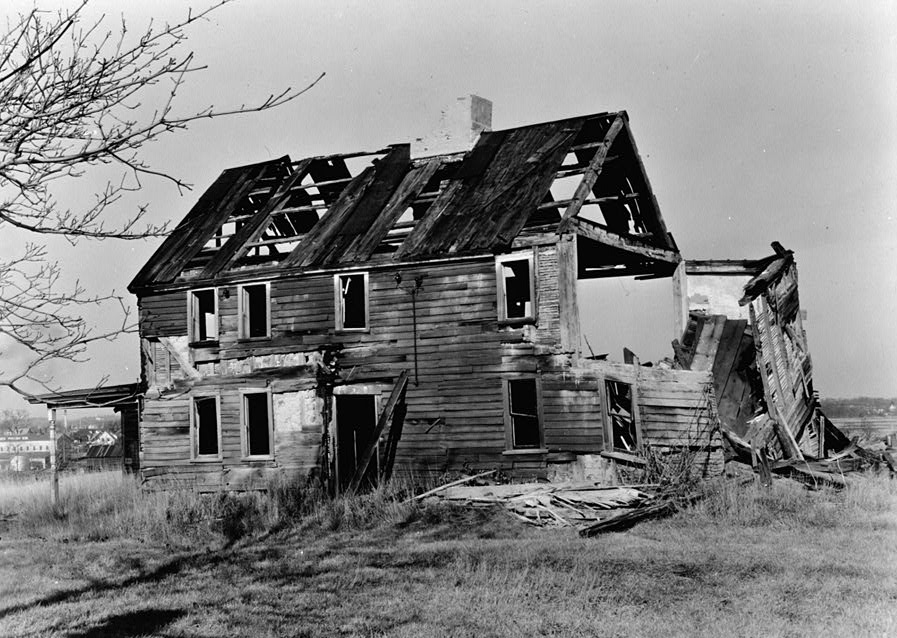
ジョージ・ジェイコブス・シニアの家。1935年頃。

## 関連文献
- アーサー・ミラー著、倉橋健訳『るつぼ』 ハヤカワ演劇文庫、ISBN 9784151400155 - 赤狩りが横行していた1953年に、当時の世相を魔女狩りという事件であらわした戯曲。
- 小山敏三郎著『セイラムの魔女狩り—アメリカ裏面史』南雲堂、1991年、ISBN 4523291993
- チャドウィック・ハンセン著、飯田実訳『セイレムの魔術—17世紀ニューイングランドの魔女裁判』工作舎、1991年、ISBN 4875021798
- マリオン・L・スターキー著、市場泰男訳『少女たちの魔女狩り—マサチューセッツの冤罪事件』平凡社、1994年、ISBN 4582824072 - 裁判記録
- マリーズ・コンデ著、風呂本惇子、西井のぶ子訳 『わたしはティチューバ—セイラムの黒人魔女』新水社、1998年、ISBN 4915165922 - 最初期に魔女として告発され、生き残った女性を主人公にしたフィクション
- セリア・リーズ著、亀井よし子訳『魔女の血をひく娘』理論社、2002年、ISBN 4652077149
- セリア・リーズ著、亀井よし子訳『魔女の血をひく娘2』理論社、2003年、ISBN 465207736X
- メアリー・キルバーン・マトシアン著、荒木正純、氏家理恵訳『食物中毒と集団幻想』パピルス、2004年、ISBN 4938165295 - 麦角中毒症による集団幻覚説

## 関連作品
- 映画『セイルムの娘』 - 1937年の米国の映画
- 映画『サレムの魔女』 - 戯曲『るつぼ』の1957年のフランスの映画化作品
- 映画『クルーシブル』 - 戯曲『るつぼ』の1996年のアメリカの映画化作品
- 映画『ファンタスティック・ビーストと魔法使いの旅』 - セイラム魔女裁判によって殺害されたのは実際に魔法使いであったと言う設定。魔法使いの根絶を目論む「新セーレム救世軍」なる団体が登場する。
- ドラマ『セイラム 魔女の棲む町』
- ドラマ『ワンダヴィジョン』 - マーベル・コミックを原作とする2021年のミニシリーズ。登場人物の一人、アガサ・ハークネスはセイラムで魔女裁判にかけられるも、魔術を駆使し生き残ったことが明らかにされている。
- ゲーム『MURDERED 魂の呼ぶ声』 - セイラムを舞台としたホラーアドベンチャー。魔女裁判がストーリーのベースとなっている。
- ゲームアプリ『Fate/Grand Order』 - セイラム魔女裁判を土台にクトゥルフ神話を加えたシナリオが存在する。